# Dominik Spitzer

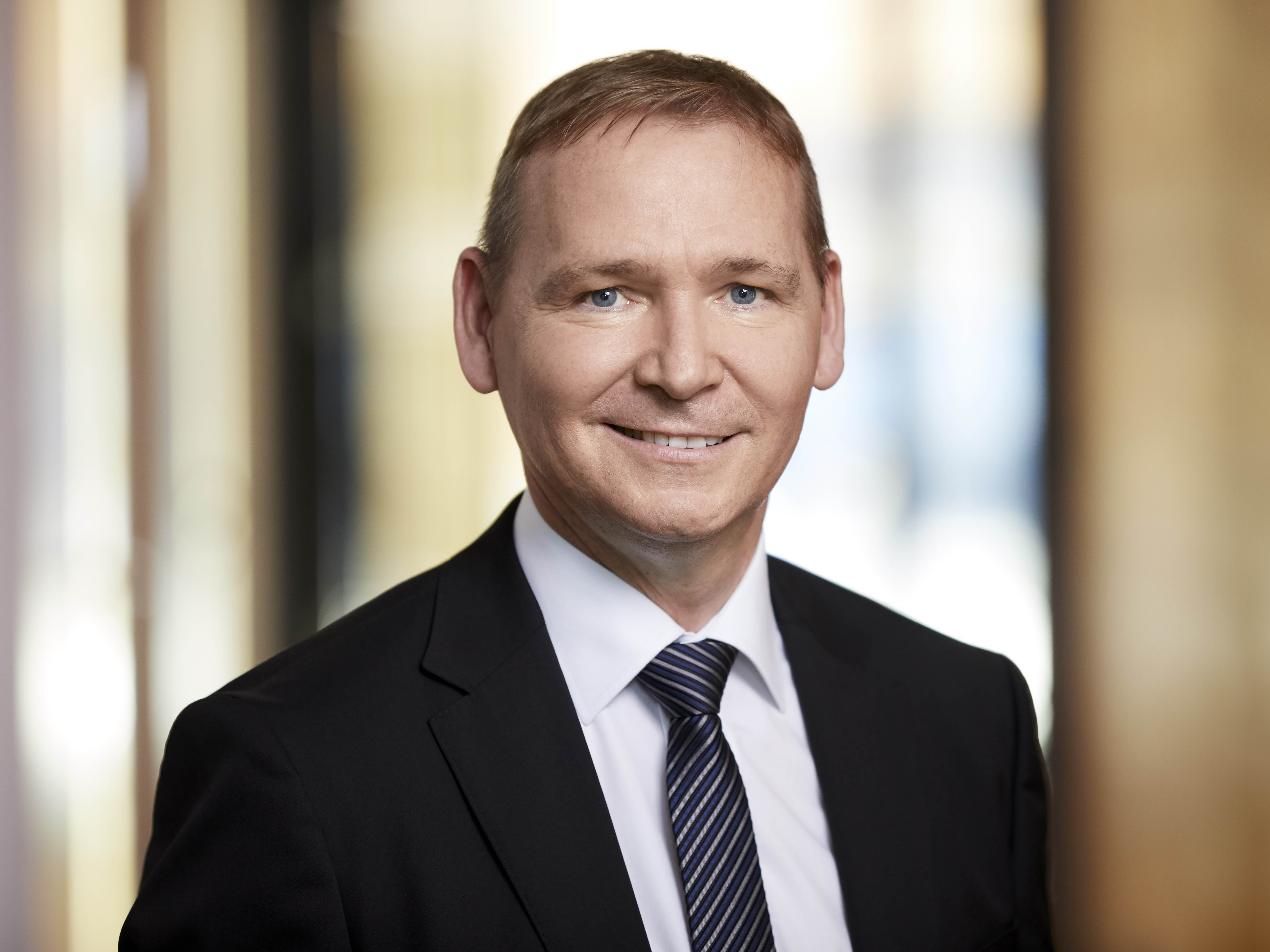
Dominik Spitzer

Dominik Spitzer (* 23. Januar 1967 in Kempten (Allgäu)) ist ein deutscher Allgemeinmediziner und Politiker (FDP). Von 2018 bis 2023 war er Mitglied des  Bayerischen Landtags.

## Leben
Nach der Grundschule im Haubenschloß und der Gustav-Stresemann-Schule in Kempten-St. Mang besuchte er das Carl-von-Linde-Gymnasium Kempten, bevor er sich als Gebirgssanitäter für zwei Jahre bei der Bundeswehr verpflichtete.
Sein Studium der Medizin hatte er an der Ludwig-Maximilians-Universität München. An der Universität Mainz wurde er mit einer Arbeit zur Laparoskopischen Cholecystektomie 1994 promoviert. Er ist niedergelassener Hausarzt und ist seit 2011 als Betriebsmediziner anerkannt. 2015 gründete er eine betriebsmedizinische Partnerschaft, die Betriebsärzte Allgäu. Dominik Spitzer ist verheiratet und hat drei Kinder.

## Partei und Politik
Seit 2008 engagiert sich Spitzer im Stadtrat von Kempten und ist seit dieser Zeit Mitglied der Freien Demokraten. Von 2010 bis 2018 war er Vorsitzender des FDP-Kreisverbands Kempten. Er gehört dem Behindertenbeirat der Stadt Kempten an.
Nach der Landtagswahl in Bayern 2018 zog er über die Wahlkreisliste der FDP als Abgeordneter in den Bayerischen Landtag ein und gehörte ihm in der 18. Wahlperiode von 2018 bis 2023 an. Bei der Landtagswahl 2023 kandidierte er erneut, erreichte aber – wie seine Partei insgesamt – kein Mandat.